# 케추아족
케추아족(Quechuas)은 에콰도르에서 볼리비아에 이르는 안데스산맥 고지대에 사는 남아메리카 인디오이다. 흔히 잉카족이라고도 불린다. 잉카 제국의 언어로 후에 안데스산맥 전역에서 에스파냐인들과 인디오들의 혼성어가 된 케추아어를 사용한다.
케추아족은 15세기초 창카족에게 정복되면서 안데스 문명의 중요한 농업 기반을 형성해왔었으나 15세기말에는 창카족 자신도 잉카족에 의해 정복되었다. 잉카족의 부역 요구는 케추아족이 전통적인 생활방식을 유지하는 데 큰 장애가 되지 않았다. 하지만 16세기에 에스파냐가 잉카 제국을 정복하고 케추아족 역시 에스파냐인들의 지배 아래 들어서면서 이들의 사회는 철저하게 변모되었다. 에스파냐의 엥코미엔다(공물 제도)로 인해 케추아족은 자신들의 식량을 생산하는 대신에 에스파냐인들을 위해 새로운 작물을 재배해야 했다. 이전의 잉카족과 달리 에스파냐인들은 강제 부역 기간 동안 노동자와 그의 가족들에게 삶의 편의를 전혀 제공하지 않았다. 에스파냐인들은 케추아족을 그들이 살던 곳보다 규모가 더 크고 주민 수가 더 많은 부락들로 몰아 넣어, 케추아족의 정치적·사회적 제도를 더욱 혼란스럽게 만들었다. 게다가 로마 가톨릭교에서는 기독교화된 케추아족에게 더 많은 시간과 돈의 투자를 요구했다. 에스파냐인들의 부에 대한 욕구가 증대함에 따라 케추아족은 그들 자신의 사회로부터 점점 더 소외되어갔다. 19세기에 에스파냐의 통치가 끝날 무렵 케추아족은 대농장이나 목장의 고용인으로 전락해 있었다. 일부는 원래 거주했던 산악지대에 살았지만 나머지는 일자리를 찾아 저지대의 마을과 도시로 떠났다.
현재 케추아족은 안데스산맥 고지대에서 생산성이 거의 없는 농사를 지으면서 고립된 생활을 한다. 이들의 종교는 로마 가톨릭교와 전래 민속신앙이 혼합된 것이다. 전통적으로 모직물을 짜서 쓰고 남은 것은 외부에 판매한다. 케추아어를 사용하는 부족들과 케추아족의 후손들 사이에 뚜렷한 연관성이 없어 인구 통계는 정확하지 않으나 1970년대말에 1,000만~1,300만 명으로 조사되었다. 케추아족을 대상으로 고지 생활에 대한 생리적 적응을 알아내기 위한 생물학적 연구가 수차례 진행되었다.

## 같이 보기
- 케추아어족